# Sall
Sall is een plaats in de Deense regio Midden-Jutland, gemeente Favrskov, en telt 225 inwoners (2007).

## Station

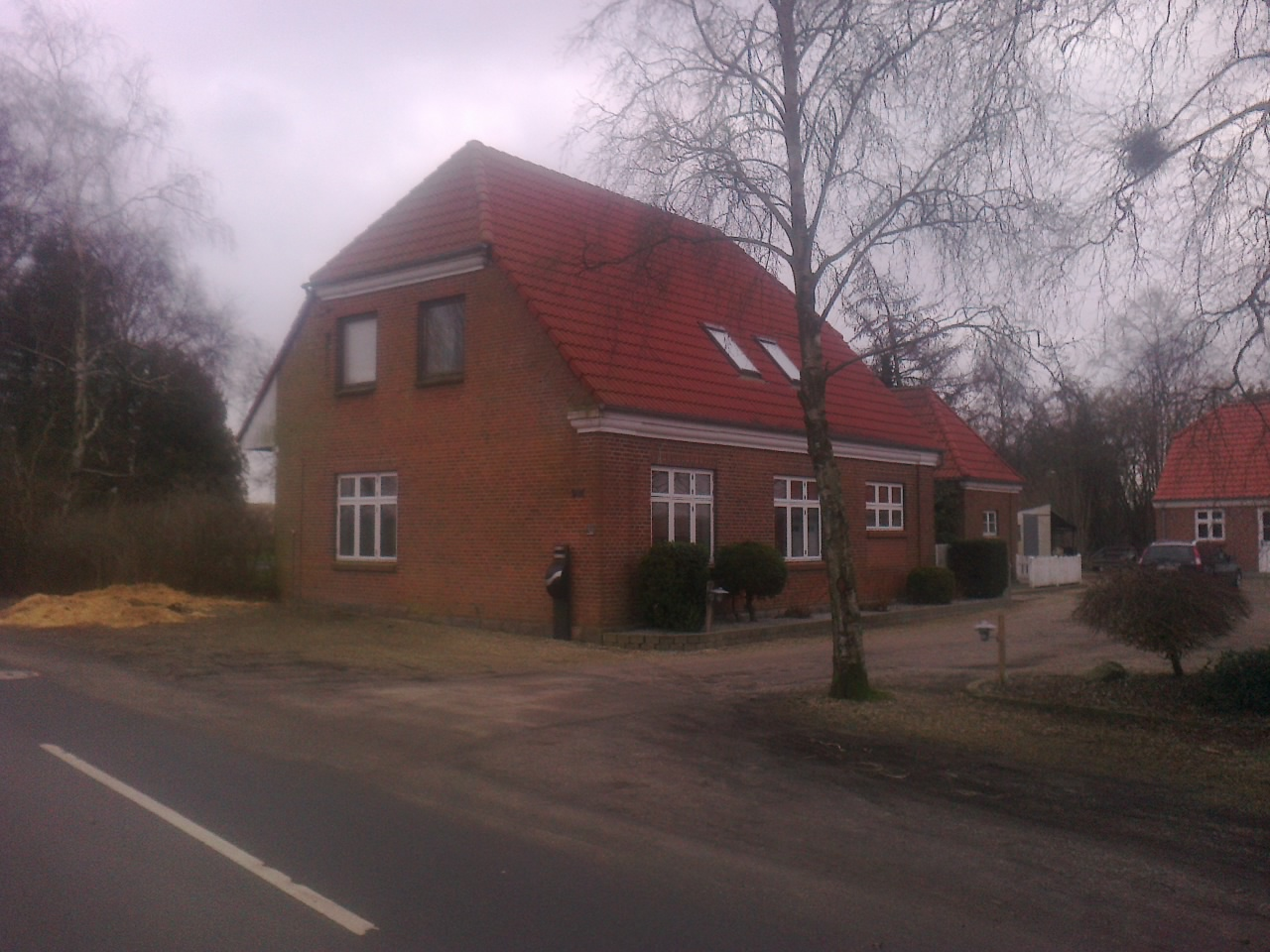
Voormalig station

Sall ligt aan de route van de voormalige spoorlijn Århus - Thorsø. Deze lijn werd geopend in 1902 en al weer gesloten in 1956. Het voormalige stationsgebouw in Sall is bewaard gebleven.